# Шаховской, Михаил Никитич
Князь Михаил Никитич Шаховской  (ум. после 1663) — русский стольник и воевода в Смутное время и во времена правления Михаила Фёдоровича, Алексея Михайловича и Фёдора Алексеевича.
Представитель княжеского рода Шаховских. Второй сын князя и воеводы Никиты Леонтьевича Шаховского. Братья — стольники, князья Кирилл Никитич Шаховской (ум. после 1629) и Степан Никитич Шаховской (ум. 1674). Рюрикович в XXIV поколении.

## Биография
В 1606 году записан в торопецких десятнях. В 1620 году показан в московских дворянах.  В 1629 году пожалован в стольники с поместным окладом в 500 четей и денежным окладом — 20 рублей. В 1634 году на службе в Можайске.
В 1636 и 1641 годах князь М. Н. Шаховской служил в Туле в полках под предводительством бояр князей Ивана Борисовича Черкасского и Якова Куденетовича Черкасского.
В 1643, 1645—1647 годах Михаил Никитич Шаховской служил в Кадоме. После возвращения из Кадома в Москву, во время богомольных «походов» царя Алексея Михайловича весной и летом 1647 года в село Покровское, Троице-Сергиеву лавру и село Коломенское, князь М. Н. Шаховской «дневал и ночевал» на царском дворе.
В 1646 году служил в Ливнах в полку боярина князя Никиты Ивановича Одоевского. В 1653—1654 годах находился на воеводстве в Орле.
В 1659—1663 годах — воевода в Таре. Перед своим отъездом их столицы был «у государя у руки». В первый год своего воеводства организовал небольшой поход против калмыков, совершавших набеги на ясачных татар. Небольшой отряд казаков (60 чел.) потерпели поражение от превосходящих сил врага. В следующем году воеводы Тобольска и Тюмени решили помочь князю Михаилу Шаховскому в борьбе против калмыков, но не успели его выслать свои отряды, как тарские казаки и служилые татары разбили калмыков на их стоянке, а подоспевшие ратные люди завершили разгром противника.

## Семья
От брака с неизвестной оставил двух сыновей:
- Князь Шаховской Александр Михайлович — жилец (1673-1675), стряпчий (1676), участник Чигиринского похода (1678-1679), стольник (1680), участник Крымского похода (1689).
- Князь Шаховской Фёдор Михайлович — жилец (1672), стряпчий (1680), стольник (1682), ездил с государями на богомолье в Троице-Сергиев монастырь (1683), был на службе в различных городах, шестьдесят девятый стольник (1703).